# Hiroshi Futami
Hiroshi Futami (født 20. marts 1992) er en japansk fodboldspiller, som spiller for den japanske fodboldklub Shimizu S-Pulse.